# NGC 7019
NGC 7019 هي مجرة حلزونية تبعد حوالي 480 مليون سنة ضوئية في كوكبة كوكبة الجدي. تم اكتشافه من قبل عالم الفلك الأمريكي فرانسيس ليفينوورث في عام 1886.

## وصلات خارجية
- NGC 7019 على موقع ويكي سكاي: DSS2, SDSS, GALEX, IRAS, Hydrogen α, X-Ray, Astrophoto, Sky Map, Articles and images